# ニース郡
ニース郡（ニースぐん、フランス語: Arrondissement de Nice）は、フランスのプロヴァンス＝アルプ＝コート・ダジュール地域圏にあるアルプ＝マリティーム県の郡。33の小郡と101のコミューンを持つ。郡庁所在地はニース。